# Patrycja Kapała
Patrycja Kapała (ur. 26 marca 1997) – polska lekkoatletka specjalizująca się w biegach długodystansowych. Medalistka mistrzostw Polski.

## Osiągnięcia
Opracowano na podstawie:
| Rok  | Impreza                                   | Miejsce   | Konkurencja                   | Pozycja     | Wynik    |
| ---- | ----------------------------------------- | --------- | ----------------------------- | ----------- | -------- |
| 2016 | Mistrzostwa świata juniorów               | Bydgoszcz | bieg na 3000 m z przeszkodami | eliminacje  | 10:35,71 |
| 2017 | Młodzieżowe mistrzostwa Europy            | Bydgoszcz | bieg na 3000 m z przeszkodami | eliminacje  | 10:26,02 |
| 2018 | Mistrzostwa Europy w biegach przełajowych | Tilburg   | bieg młodzieżowców            | 37. miejsce | 21:58    |
| 2019 | Młodzieżowe mistrzostwa Europy            | Gävle     | bieg na 3000 m z przeszkodami | 8. miejsce  | 10:12,23 |
| 2022 | Mistrzostwa Europy                        | Monachium | bieg na 3000 m z przeszkodami | eliminacje  | 9:59,46  |

Rekord życiowy:
- bieg na 3000 metrów z przeszkodami – 9:45,21 (30 czerwca 2022, Sztokholm).